# French Bee
French Bee SAS, стилізована як French bee раніше називалася French Blue — французька недорога далекомагістральна авіакомпанія, що базується в паризькому аеропорту Орлі. Завдяки парку літаків Airbus A350 компанія здійснює регулярні рейси між Францією та туристичними напрямками по всьому світу. Її головний офіс знаходиться в офісах материнської компанії Groupe Dubreuil в районі Бельвіль-сюр-Ві міста Бельвіньї, Вандея, Франція.

## Напрямки

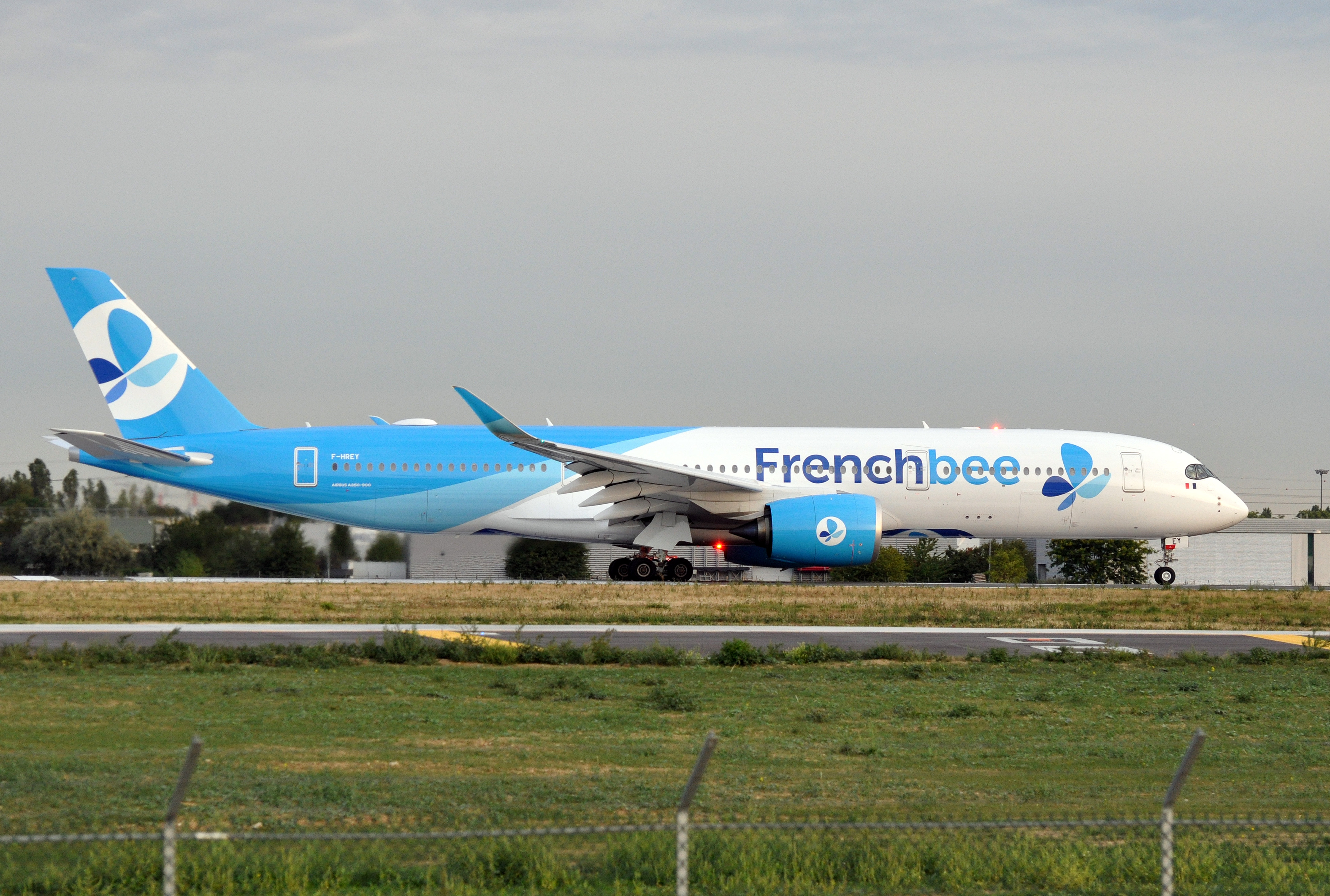
F-HREY, Airbus A350-900 який виконував прямий рейс French Bee з Папеете до Парижа Орлі в травні 2020 року як World's longest domestic flight.

Станом на червень 2024 року French Bee здійснює або раніше виконувала регулярні рейси в такі пункти призначення:
- Домініканська Республіка
- Реюньйон
- Сполучені Штати Америки
- Франція
- Французька Полінезія

## Флот

### Поточний флот

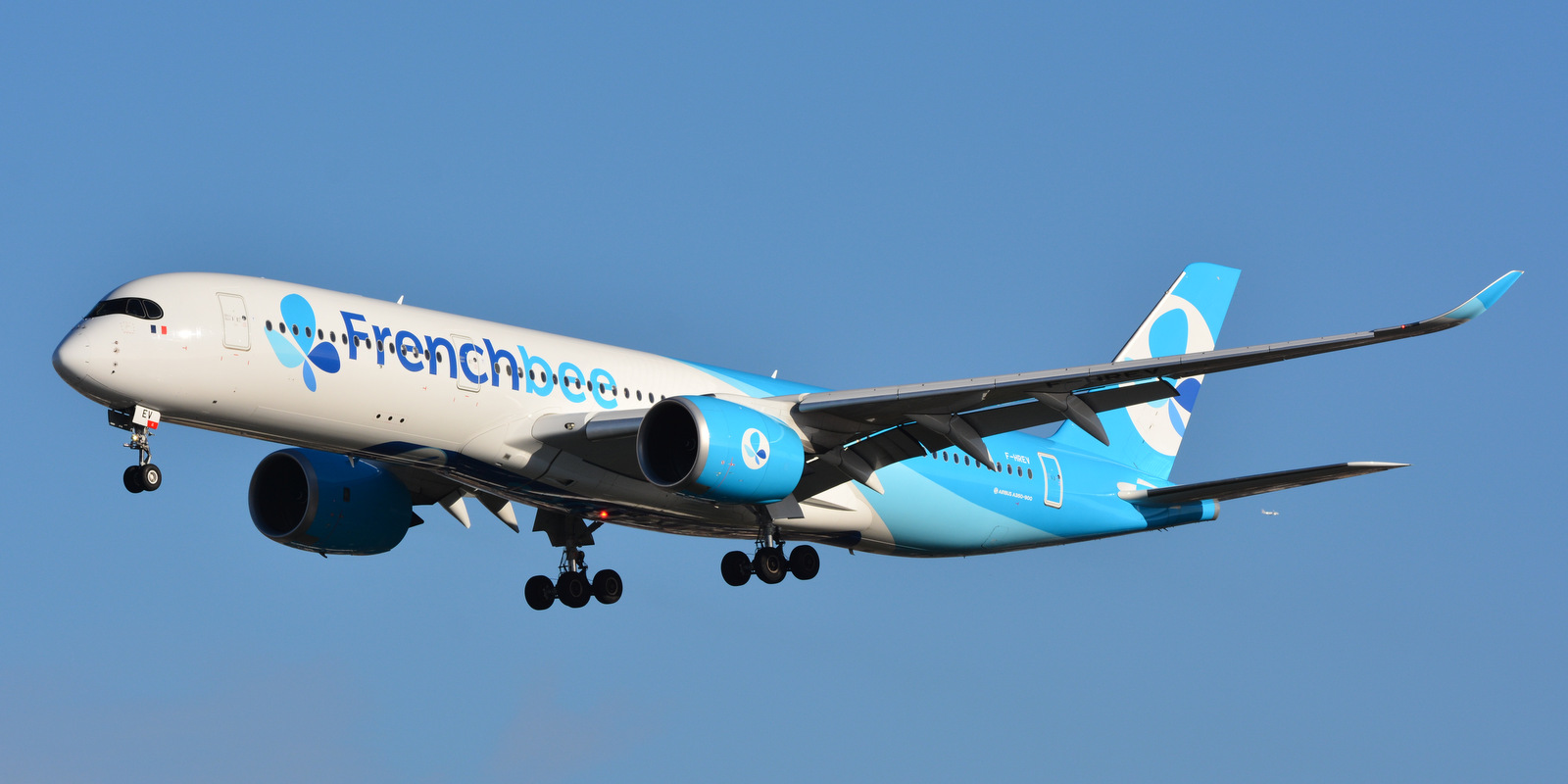
Airbus A350-900 в лівреї French Bee.

Станом на січень 2023, флот French Bee складається з наступних літаків:
| Літак            | В обслуговуванні | Замовлення | Пасажири | Пасажири | Пасажири | Примітки |
| Літак            | В обслуговуванні | Замовлення | W        | Y        | Total    | Примітки |
| ---------------- | ---------------- | ---------- | -------- | -------- | -------- | -------- |
| Airbus A350-900  | 4                | —          | 35       | 376      | 411      |          |
| Airbus A350-1000 | 2                | 1          | 40       | 440      | 480      |          |
| Total            | 6                | 1          |          |          |          |          |

### Колишній флот
French Bee раніше керувала наступними літаками:
| Літак           | Всього | Введено | Виведено | Примітки                    |
| --------------- | ------ | ------- | -------- | --------------------------- |
| Airbus A330-300 | 1      | 2016    | 2019     | Перенесено на Air Caraïbes. |